# José Gonçalves (cyclisme)
Pour les articles homonymes, voir Gonçalves.
Maciel Gonçalves est un nom portugais ; le premier nom de famille (d'usage facultatif) est Maciel et le second est Gonçalves.
José Isidro Maciel Gonçalves, né le 13 février 1989 à Barcelos, est un coureur cycliste portugais. Professionnel depuis 2012, il s'est révélé en remportant le titre de champion du Portugal du contre-la-montre la même année. Son frère jumeau, Domingos, est également cycliste.

## Biographie
En 2012, il devient champion du Portugal du contre-la-montre.
En 2013, il porte les couleurs de l'équipe continentale La Pomme Marseille et s'adjuge la Polynormande.
À la fin de la saison 2014, le site Internet du quotidien La Provence annonce que le contrat du coureur portugais n'est pas prolongé par les dirigeants de la formation La Pomme Marseille 13. Quelques jours plus tard il signe un contrat avec l'équipe continentale professionnelle espagnole Caja Rural-Seguros RGA,.
Auteur d'un bon Tour d'Espagne qu'il termine en 34e position, Gonçalves est sélectionné pour la course en ligne des championnats du monde 2015 de Richmond qu'il dispute avec Nélson Oliveira et Rui Costa.
Au cours de l'année 2016 il s'adjuge le classement général du Tour de Turquie et la  deuxième étape du Tour de Cova da Beira au premier semestre. Durant l'été il brille sur les routes du Tour du Portugal où il remporte la septième étape. Sa bonne saison lui permet de signer un contrat avec la formation russe Katusha-Alpecin
Sélectionné pour représenter son pays aux championnats d'Europe de cyclisme sur route en 2018, il se classe 22e de l'épreuve contre-la-montre et 43e du championnat d'Europe sur route à Glasgow.
Au début de l'été 2019, il s'adjuge un nouveau titre de champion du Portugal du contre-la-montre
En avril 2023, il est suspendu quatre ans lors de l'affaire de dopage de l'équipe W52-FC Porto pour possession d'une substance interdite.

## Palmarès sur route

### Par année
- 2008
  - Prologue du Tour de Madère
- 2009
  - 2e étape du Tour des Terres de Santa Maria da Feira (contre-la-montre)
  - 2e du championnat du Portugal du contre-la-montre espoirs
- 2010
  - Tour de Madère :
    - Classement général
    - Prologue (contre-la-montre par équipes) et 3e étape
- 2011
  -  Champion du Portugal du contre-la-montre espoirs
  - 2e étape du Tour de La Corogne
  - 2e du Tour des Terres de Santa Maria da Feira
  - 2e du Tour du Portugal de l'Avenir
  - 8e du championnat d'Europe sur route espoirs
- 2012
  -  Champion du Portugal du contre-la-montre
  - 1re étape du Grand Prix Efapel
  - 2e du Grand Prix Efapel
  - 3e du Trophée Joaquim-Agostinho
- 2013
  - Polynormande
  - 3e du Tour de Chine I
- 2015
  - 5e étape du Tour du Portugal
- 2016
  - Classement général du Tour de Turquie
  - 2e étape du Tour de Cova da Beira
  - 7e étape du Tour du Portugal
- 2017
  - Ster ZLM Toer :
    - Classement général
    - 3e étape
- 2018
  - 2e du championnat du Portugal du contre-la-montre
- 2019
  -  Champion du Portugal du contre-la-montre

### Résultats sur les grands tours

#### Tour de France
1 participation
- 2019 : 128e

#### Tour d'Espagne
4 participations
- 2015 : 34e
- 2016 : abandon (11e étape)
- 2017 : abandon (6e étape)
- 2018 : abandon (13e étape)

#### Tour d'Italie
2 participations
- 2017 : 60e
- 2018 : 14e

### Classements mondiaux
| Année           | 2011 | 2012 | 2013 | 2014 |
| --------------- | ---- | ---- | ---- | ---- |
| UCI Asia Tour   |      |      | 69e  | 41e  |
| UCI Europe Tour | 945e | 334e | 145e |      |

## Palmarès sur piste

### Championnats du Portugal
- 2011
  -  Champion du Portugal de poursuite par équipes espoirs (avec Rafael Silva, Fábio Silvestre et João Correia)
  -  Champion du Portugal de la course aux points espoirs